# Zbigniew Urbanowicz
Zbigniew Urbanowicz (ur. 23 października 1955 w Gdańsku) – polski piłkarz ręczny, mistrz i reprezentant Polski.

## Kariera sportowa
W latach 1973–1988 był zawodnikiem Wybrzeża Gdańsk, z którym wywalczył pięć tytułów mistrza Polski z rzędu (1984, 1985, 1986, 1987, 1988) oraz trzy tytuły wicemistrzowskie (1981, 1982, 1983). W 1988 wyjechał do Niemiec, gdzie grał w zespole Vfl Hameln, następnie był trenerem tej drużyny.
W reprezentacji Polski debiutował 21 lipca 1978 w towarzyskim spotkaniu z Włochami. W 1984 zdobył z drużyną brązowy medal na zawodach Przyjaźń-84. Zagrał też na mistrzostwach świata grupy „A” w 1986 (14 miejsce) i Igrzyskach Dobrej Woli w 1986 (5 miejsce). Na tej ostatniej imprezie wystąpił ostatni raz w biało-czerwonych barwach - 18 lipca 1986 w spotkaniu z ZSRR. Łącznie w I reprezentacji Polski wystąpił w 110 spotkaniach, zdobywając 102 bramki.